# 30 Coins - Trenta denari
30 Coins - Trenta denari (30 monedas) è una serie televisiva drammatica spagnola, distribuita sul servizio di streaming HBO España dal 29 novembre 2020. È creata e diretta da Álex de la Iglesia che ha anche firmato la sceneggiatura insieme a Jorge Guerricaechevarría, prodotta da Greenlit Productions e Pokeepsie Films ed ha come protagonisti Eduard Fernández, Megan Montaner, Miguel Ángel Silvestre, Macarena Gómez e Manolo Solo.
In Italia la serie viene distribuita in anteprima su Discovery+ dal 22 giugno 2023, per poi andare in onda in chiaro su Warner TV dal 29 giugno 2023.
Nel maggio 2024 Álex de la Iglesia dichiarò che HBO Max non aveva rinnovato la serie, ma che gli episodi di ciò che sarebbe stata la terza e ultima stagione erano già stati scritti, e intende trovare un modo per farli produrre.

## Trama
Padre Vergara, esorcista di professione, pugile ed ex detenuto, vive a Pedraza, una cittadina di Segovia, per dimenticare il suo passato e iniziare una nuova vita. Tuttavia, presto iniziano a verificarsi fenomeni paranormali nel luogo e deve contare sull'aiuto di Paco, il sindaco, ed Elena, la veterinaria del paese, per risolvere il mistero di una moneta che potrebbe far parte delle trenta con cui Giuda fu pagato per il tradimento di Gesù Cristo. I tre protagonisti finiscono così al centro di un complotto globale, che coinvolge la stessa Santa Sede e minaccia il mondo.

## Episodi
| Stagione         | Episodi | Pubblicazione | Pubblicazione | Prima TV | Prima TV |
| Stagione         | Episodi | Spagna        | Italia        | Spagna   | Italia   |
| ---------------- | ------- | ------------- | ------------- | -------- | -------- |
| Prima stagione   | 8       | 2020-2021     | 2023          | 2023     | 2023     |
| Seconda stagione | 8       | 2023          | 2024          | 2023     | 2024     |

## Personaggi e interpreti

### Personaggi principali
- Padre Manuel Vergara, interpretato da Eduard Fernández.
- Elena Echevarría, interpretata da Megan Montaner.
- Paco, interpretato da Miguel Ángel Silvestre.
- Mercedes "Merche" Gandía, interpretata da Macarena Gómez.
- Sargente Lagunas, interpretato da Pepón Nieto.
- Cardinale Fabio Santoro (episodi 2-8), interpretato da Manolo Solo.
- Angelo (episodio 4-8), interpretato da Cosimo Fusco.
- Enrique (episodi 2-8), interpretato da Manuel Tallafé.

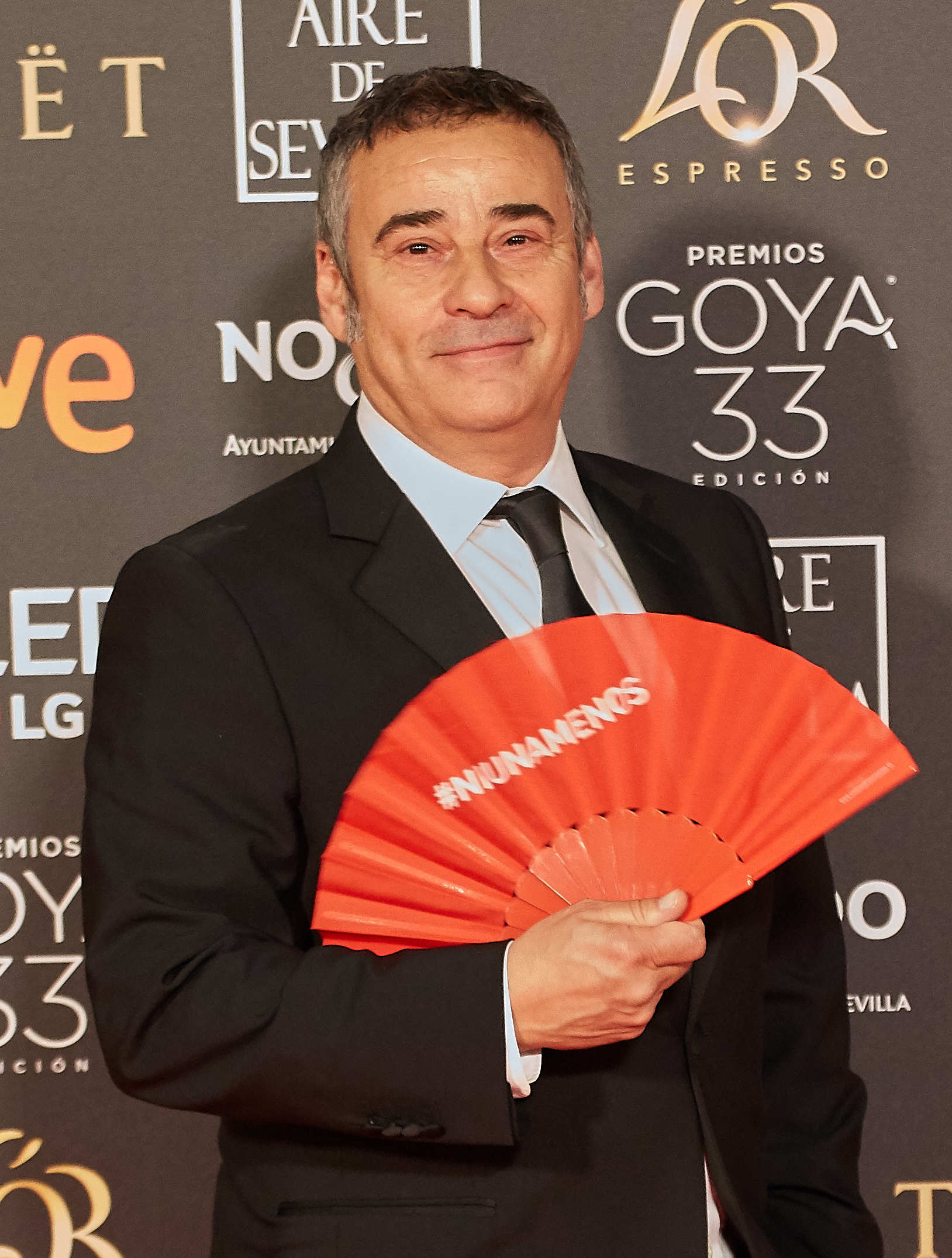
Eduard Fernández interpreta Padre Manuel Vergara
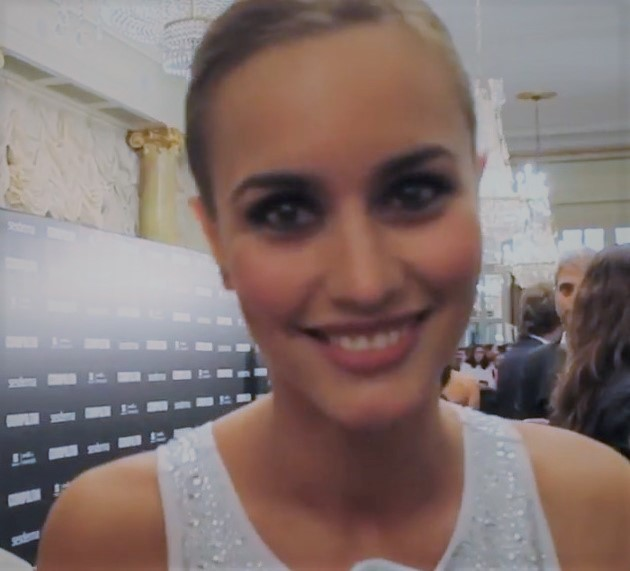
Megan Montaner interpreta Elena Echevarría
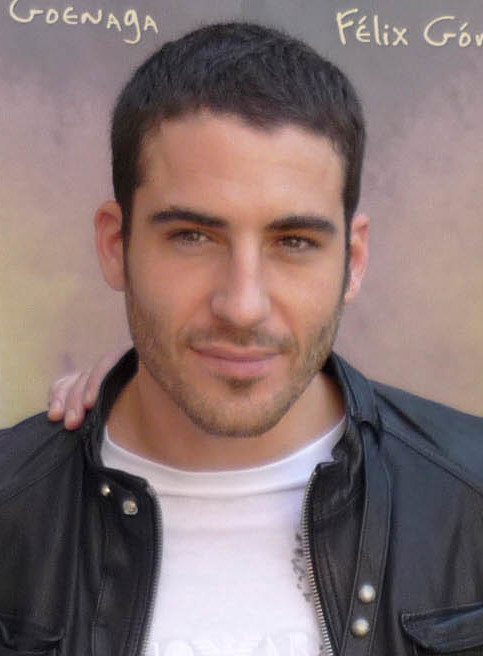
Miguel Ángel Silvestre interpreta Paco
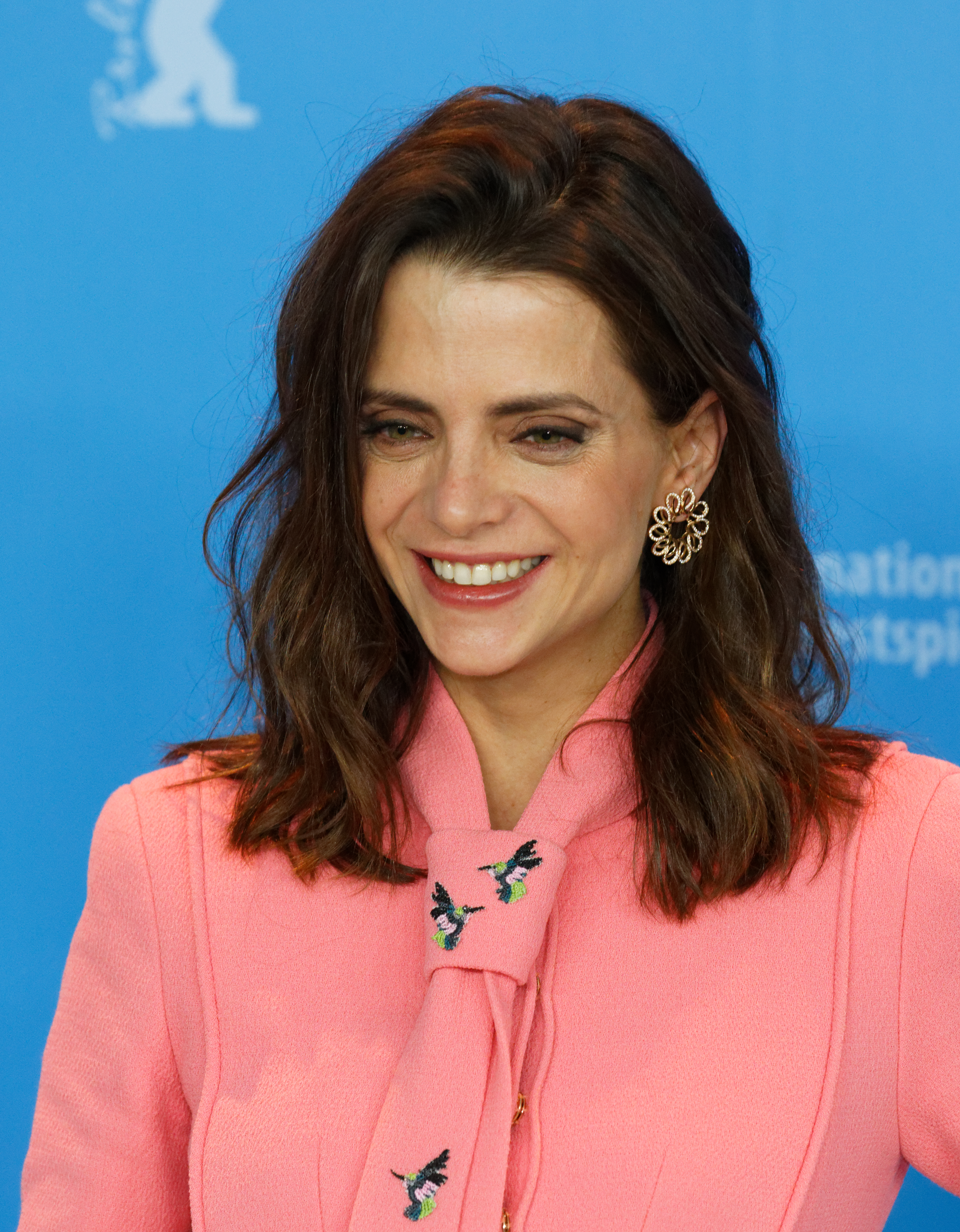
Macarena Gómez interpreta Mercedes "Merche" Gandía

### Personaggi secondari
- Lagrange (episodi 1, 4-6, 8), interpretato da Francisco Reyes.
- Román (episodio 1, 3-8), interpretato da Álvaro Manso.
- Curro (episodi 1, 3-5, 7), interpretato da José Alias.
- Antonio (episodi 1-4, 6-8), interpretato da Javier Bódalo.
- Ricardo "Richi", figlio di Enrique (episodi 1-3, 6-7), interpretato da Alberto Bang.
- Jaime (episodi 1-3, 7), interpretato da Nourdín Batán.
- Nacho (episodio 1-3), interpretato da Óscar Ortuño.
- Tomás, il bottegaio (episodi 1-3, 7), interpretato da Jaime Ordóñez.
- Isabel (episodi 1-3, 5-8), interpretato da Beatriz Olivares.
- Juan Carlos (episodi 1-3, 5-7), interpretato da Nacho Braun.
- Jesús Agreda García (episodi 1, 4-6), interpretato da Paco Tous. È il padre di Trini
- Rosario (episodi 1, 5-7), interpretata da Aten Soria. È la madre di Trini.
- Trini (episodio 1, 5-7), interpretata da Alba de la Fuente.
- Marcelo (episodi 1, 3-8), interpretato da Mariano Venancio.
- Remedios (episodi 1, 3-4, 6-8), interpretata da Pat Aguiló.
- Giacomo episodio 1, 3, 7-8), interpretato da Riccardo Frascari.
- Roque (episodio 2, 4-6), interpretato da Antonio Velázquez.
- Rogelio (episodi 2-3, 5-7), interpretato da Juan Viadas.
- Elvira (episodio 2-3), interpretata da Abril Montilla.
- Martín, padre di Sole (episodi 2, 4, 7-8), interpretata da Secun de la Rosa.
- Concha, moglie di Enrique (episodi 2-3, 7), interpretata da Elena González.
- Susana, la bottegaia (episodi 2-3, 7), interpretata da Isabel Bernal.
- Consuelo (episodi 3-4, 6-8), interpretata da Lola Rojo.
- Felisa (episodi 3-4, 6-8), interpretata da Elisa Matilla.
- María José (episodi 3-4, 6-8), interpretata da Paula Soldevila.
- Fina (episodi 3, 7-8), interpretata da Alicia San Lorenzo.
- Lourdes (episodio 3, 7-8), interpretata da Mafalda Carbonell.
- Ramiro (episodi 3, 7-8), interpretata da Enrique Martínez.
- Ernesto (episodi 3, 5, 7-8), interpretato da Julián Valcárcel.
- Anciana milenaria (episodi 4-5, 7-8), interpretata da María Jesús Hoyos.
- Mario (episodi 4-5), interpretato da Víctor Clavijo.
- Sandro (episodi 4-5), interpretato da Leonardo Nigro.
- María Salcedo (episodi 6-8), interpretata da Nuria González.
- Cristina Miralles (episodi 6-8), interpretata da Greta Fernández.

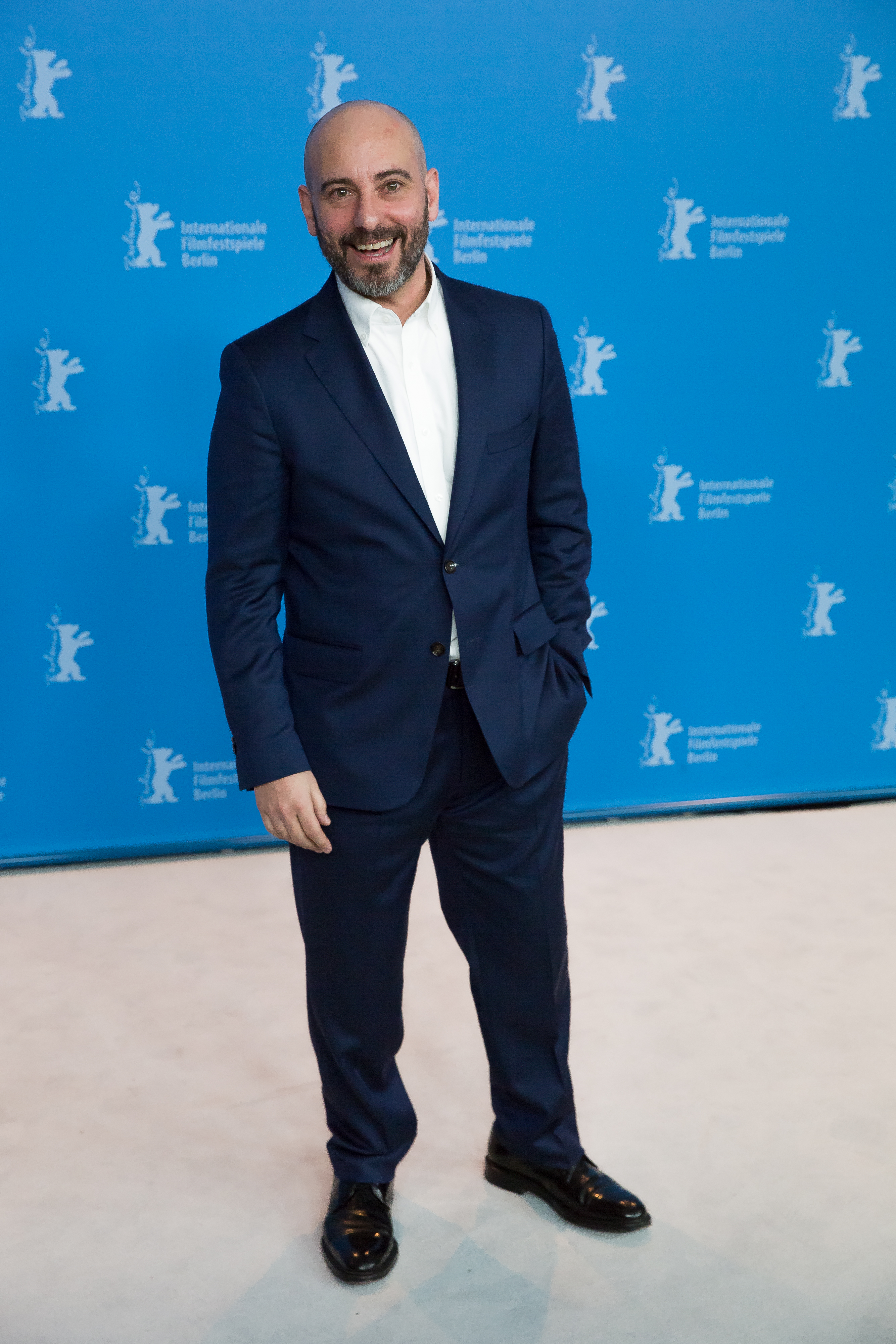
Jaime Ordóñez interpreta Tomás, il bottegaio
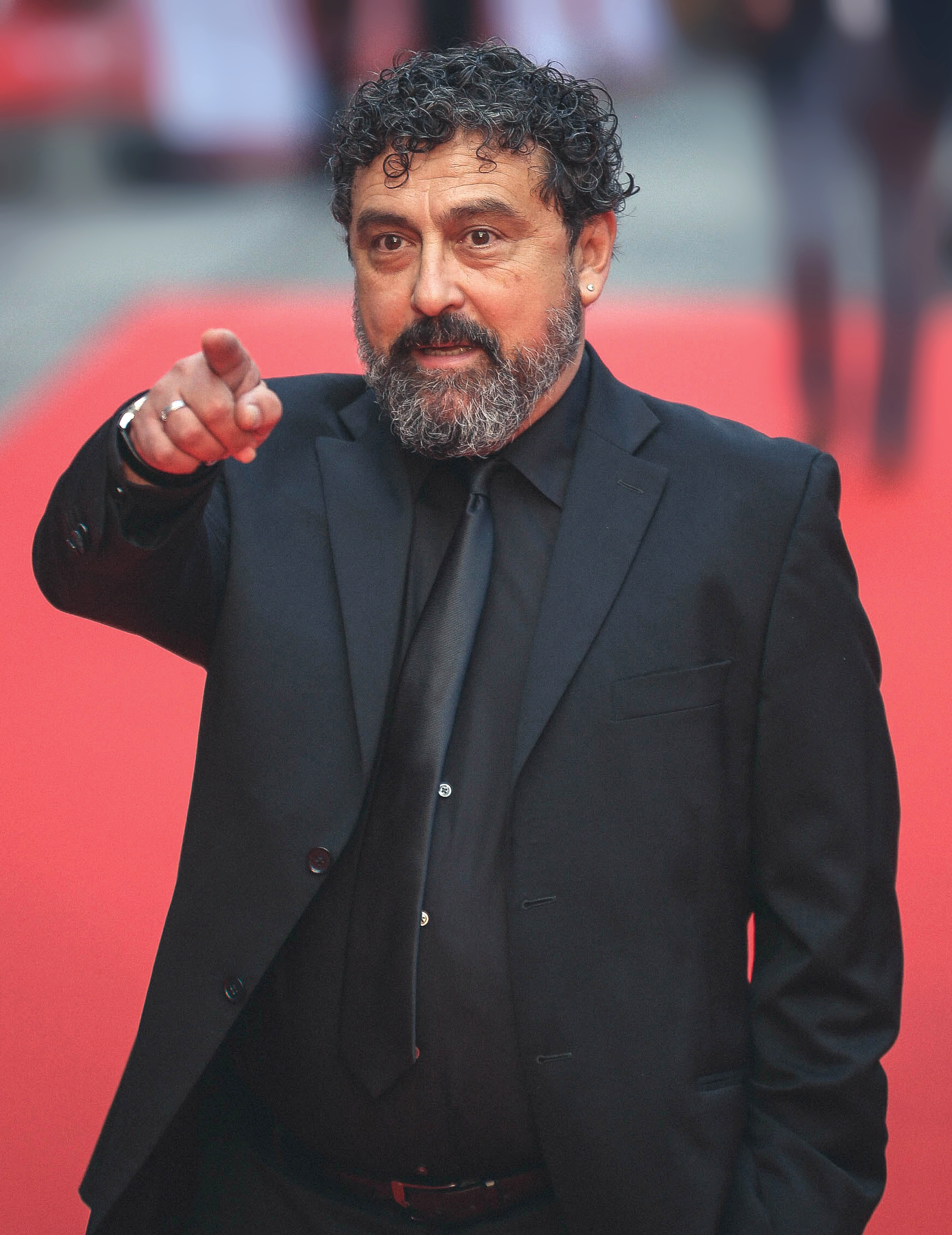
Paco Tous interpreta Jesús Agreda García
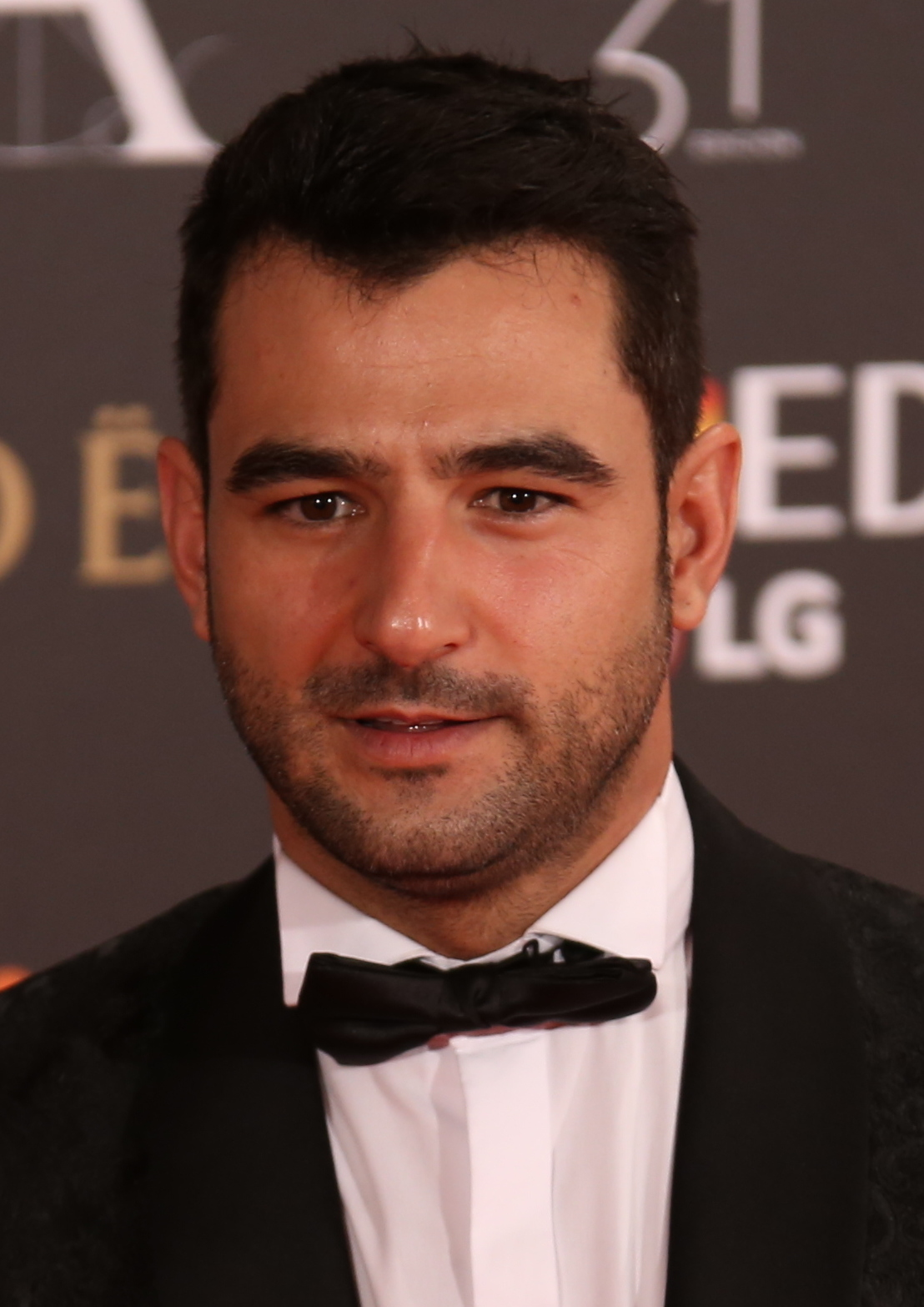
Antonio Velázquez interpreta Roque
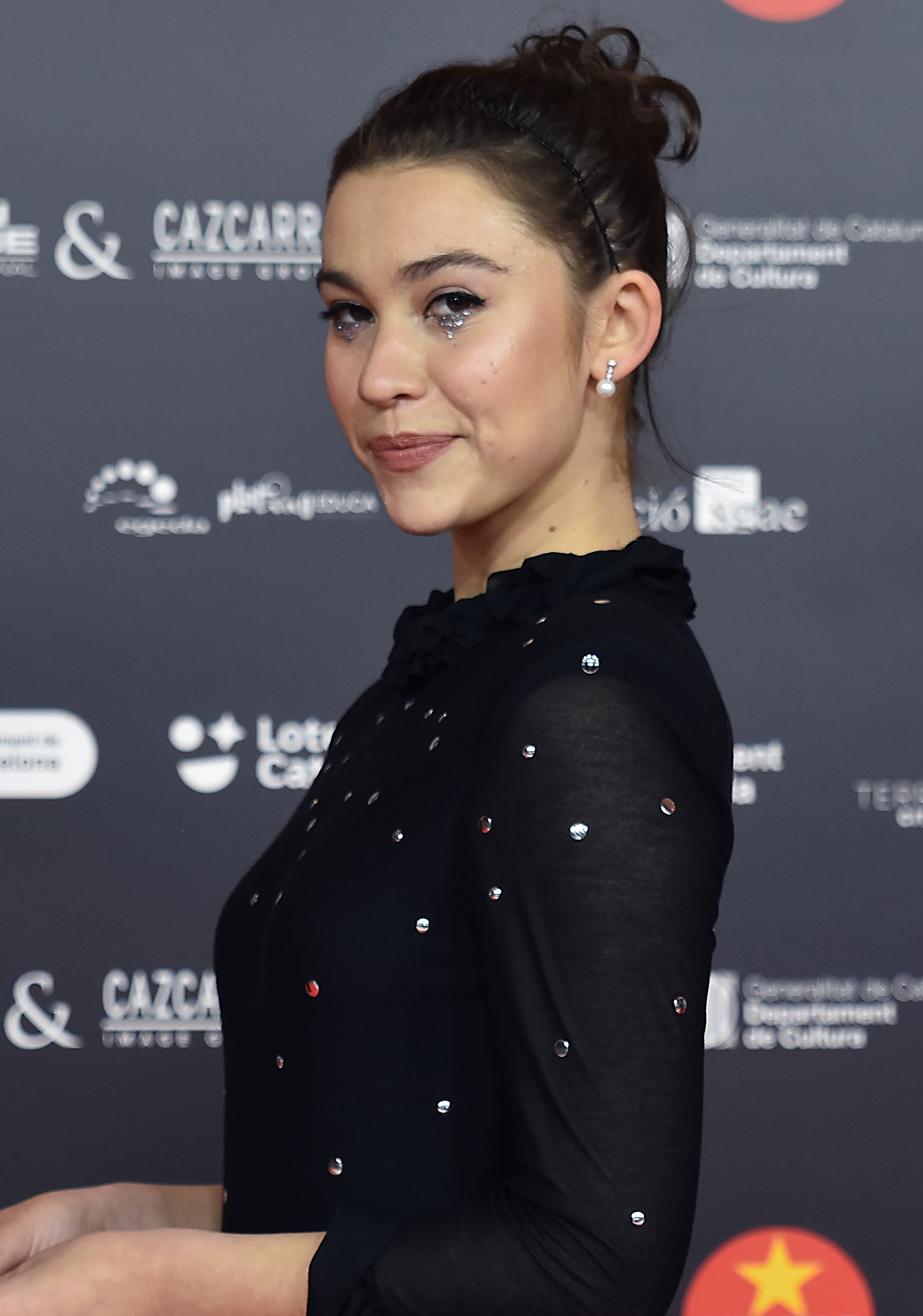
Greta Fernández interpreta Cristina Miralles

### Personaggi ricorrenti
- Anciano Ginebra (episodio 1), interpretato da Vicente León.
- Carmen (episodio 1), interpretata da Carmen Machi.
- Alonso (episodio 1), interpretato da Antonio Durán Morris.
- Bebé (episodio 1), interpretata da Aitana Granados.
- Niño araña (episodio 1), interpretata da Manuel Prieto.
- Vane (episodio 2), interpretata da Carla Campra.
- Sole (episodio 2, 6), interpretata da Carla Tous.
- Mari Carmen, madre de Elvira (episodio 2), interpretata da Pilar Pintre.
- Hombre mayor (episodio 2), interpretata da Ricardo Lacámara.
- Hombre de las flores (episodio 2), interpretato da Antonio Vico Rodríguez.
- Anciano NY (episodio 3), interpretato da Johnny Melville.
- Papa (episodio 4), interpretato da Massimo Ferroni D'Andrea.
- Lombardi (episodio 4, 6), interpretato da Luigi Diberti.
- Sacerdote Bruno (episodio 4, 8), interpretato da Bruno Zito.
- Manuel Vergara da piccolo (episodio 5), interpretato da Jorge Andreu.
- Padre di Vergara (episodio 5), interpretato da Marcial Álvarez.
- Madre di Vergara (episodio 5), interpretata da Fátima Baeza.
- Chef (episodio 5), interpretato da Tony Lam.
- Piedad (episodio 6), interpretato da Chelo Vivares.
- Ahmed (episodio 6-7), interpretata da Noureddine El Attab.
- Doorman (episodio 6), interpretato da Vincent Furic.
- Susanne (episodio 7), interpretata da Bianca Kovacs.
- María (episodio 7), interpretata da Eva Cañadas.
- Asiático (episodio 8), interpretato da Eric Nguyen.
- Cura (episodio 8), interpretato da Carlos Bardem.

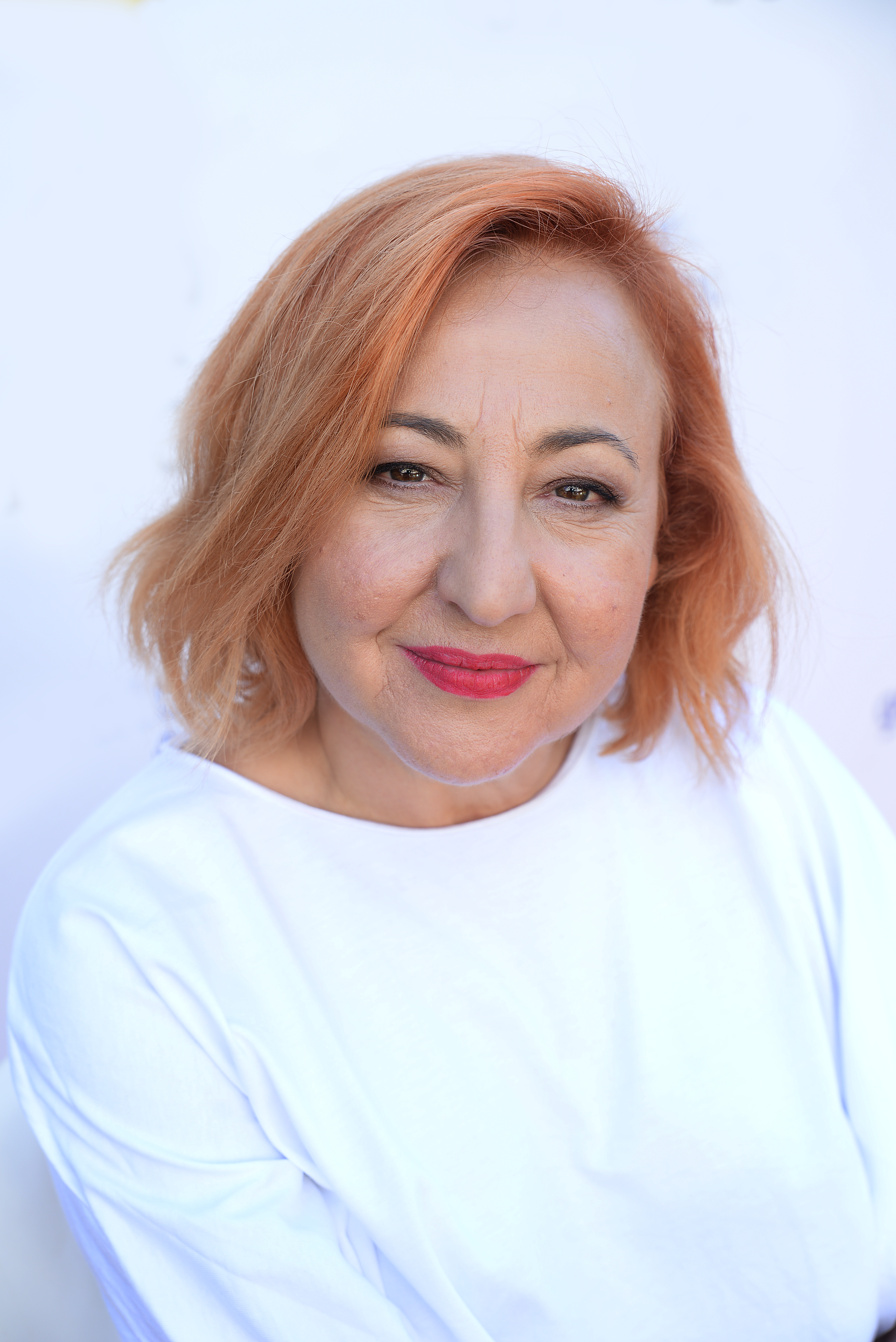
Carmen Machi interpreta Carmen
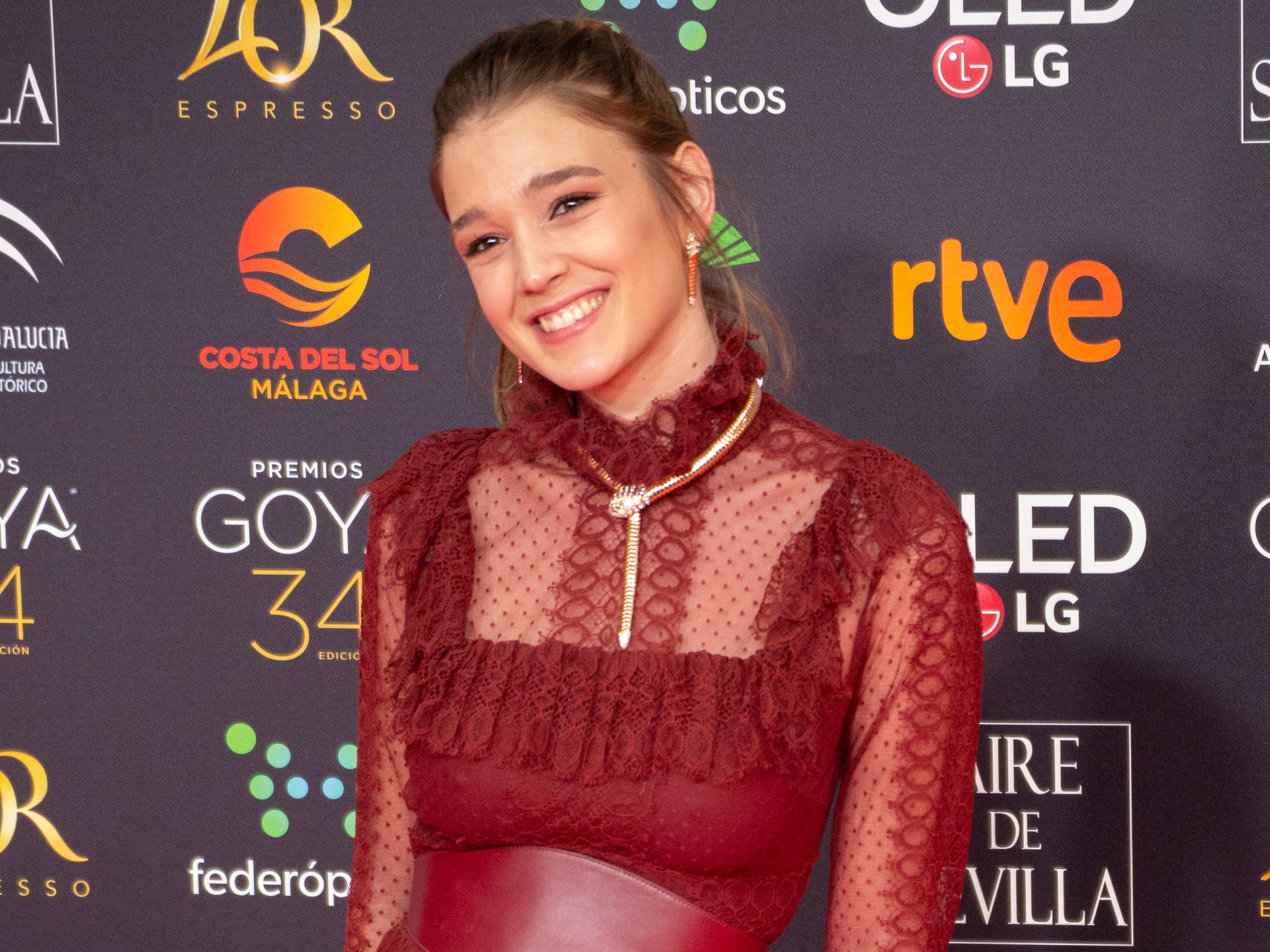
Carla Campra interpreta Vane
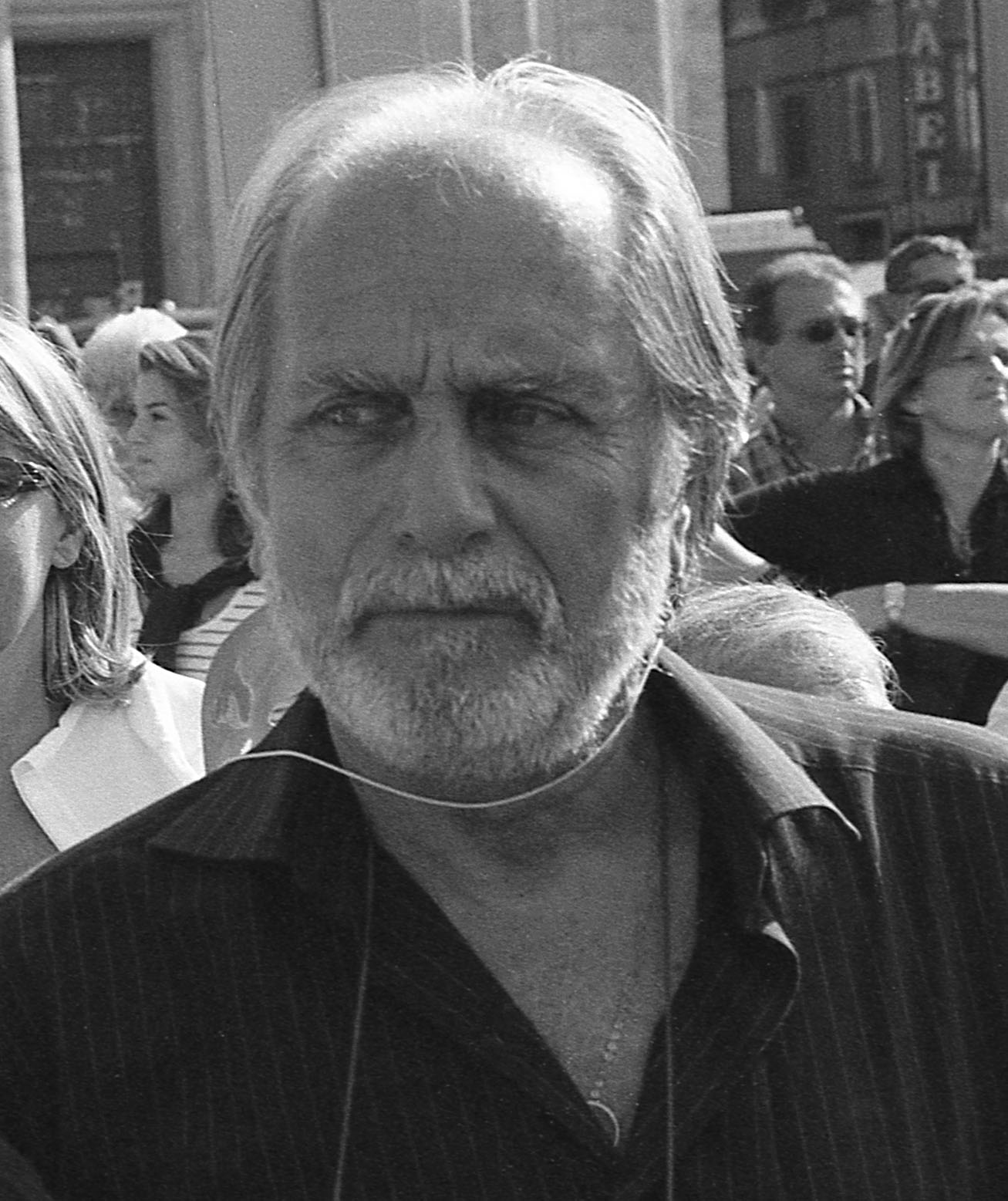
Luigi Diberti interpreta Lombardi
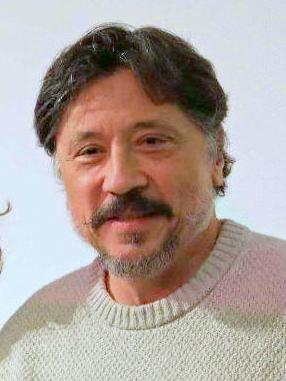
Carlos Bardem interpreta Cura

## Produzione

### Sviluppo
Il titolo della serie si riferisce alle trenta monete per le quali Giuda Iscariota tradì Gesù Cristo.
La serie è prodotta da Pokeepsie Films per HBO Europe, con la partecipazione di HBO Latin America. Álex de la Iglesia e Carolina Bang (per conto di Pokeepsie Films) e Miguel Salvat, Steve Matthews e Antony Root (per conto di HBO Europe) sono stati i produttori esecutivi. La partitura musicale è stata composta da Roque Baños.
La serie ha debuttato l'11 settembre 2020 nella sezione ufficiale del Sitges Fantastic Film Festival. Quello stesso giorno è stato proiettato alla settantasettesima mostra internazionale d'arte cinematografica di Venezia.
Nell'agosto 2021 il regista Álex de la Iglesia ha annunciato che la seconda stagione era in fase di sviluppo, e Najwa Nimri ha dichiarato di essersi aggiunta al cast sul tappeto rosso del premio Feroz l'11 febbraio 2022.

### Riprese

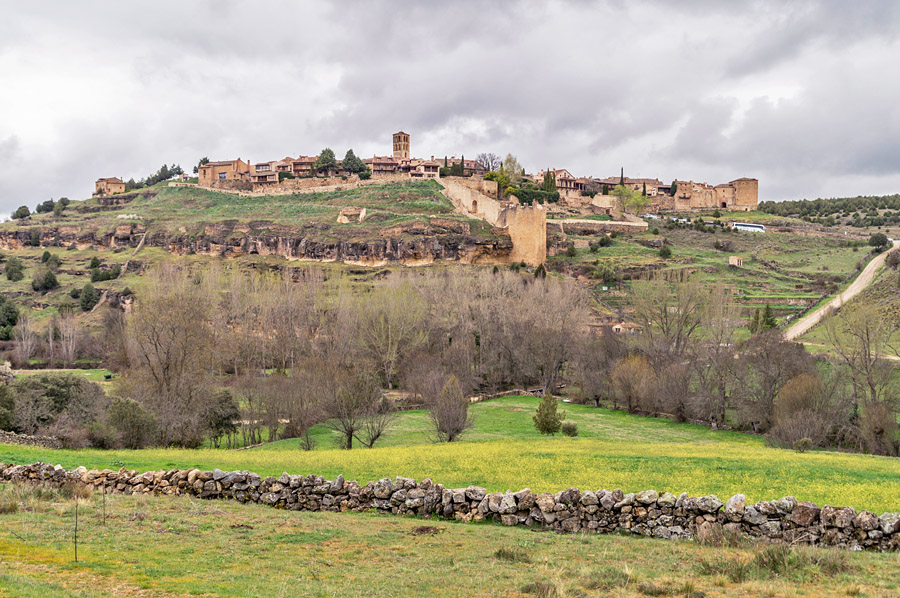
Pedraza (in provincia di Segovia), luogo in cui la serie è ambientata e dove sono state eseguite la maggior parte delle riprese.

La serie è stata girata nella città di Pedraza, in provincia di Segovia. Inoltre, alcune scene di interni sono state girate presso la diga di Aldeadávila de la Ribera (in provincia di Salamanca), al castello di Calatrava la Nueva (ad Aldea del Rey), al castello di Guadamur (in provincia di Toledo), ala biblioteca dell'Istituto dei beni culturali della Spagna, alla biblioteca generale dell'Università di Salamanca, all'istituto del patrimonio storico spagnolo e al palazzo del marchese di Santa Cruz a Ciudad Real. Altre brevi riprese sono state eseguite nelle città di Alcalá de Henares, Campo Real, Madrid, Gerusalemme, Ginevra, Roma, Parigi e New York (comprese le riprese all'aperto), mentre ad Aleppo sono stati ricreati scenari spagnoli. Le riprese della seconda stagione sono iniziate nel mese di febbraio del 2022 nella città di Toledo.

## Distribuzione

### Spagna
In Spagna la serie è stata distribuita sul servizio di streaming HBO España: la prima stagione è stata distribuita dal 29 novembre 2020 al 17 gennaio 2021, mentre la seconda stagione dal 23 ottobre all'11 dicembre 2023.

### Stati Uniti
Nel 2021 la serie è andata in onda anche negli Stati Uniti tramite HBO e il servizio HBO Max, ancora prima della sua messa in onda su HBO Latin America.

### Italia
In Italia la serie è stata distribuita in anteprima su Discovery+ dal 22 giugno 2023, per poi andare in onda in chiaro su Warner TV dal 29 giugno 2023: la prima stagione è stata distribuita dal 22 giugno al 13 luglio 2023 e trasmessa dal 29 giugno al 20 luglio. La seconda stagione è stata distribuita in Italia sul servizio streaming Discovery+ dal 31 luglio 2024.

## Accoglienza

### Critica
Scout Tafoya di RogerEbert.com ha trovato la serie divertente, scrivendo che Álex de la Iglesia e Jorge Guerricaechevarría «vendono una versione cattolica degli orrori cosmici di William Hope Hodgson e H.P. Lovecraft»; «il loro stile [è] una treccia croccante di Luis Buñuel e Alex Cox». Rosie Knight di IGN ritiene che «gran parte della forza di 30 monete provenga dal [suo] trio di protagonisti» e che «senza dubbio la cosa migliore del programma è che, a parte l'orrore, funziona anche come una ricerca di artefatti in stile Indiana Jones», valutandolo 8 su 10. Marissa de la Cerda di The AV Club ha scritto che «le cose grottesche per cui de la Iglesia è noto sono in piena mostra nelle immagini e nei visceri fantasmagorici». Ha dato alla serie il voto B, concludendo che «si appoggia con successo al suo ibrido drammatico-horror per sottolineare l'umanità dei personaggi». 
Recensendo per Cinemanía, Miguel Ángel Romero ha considerato la creazione di Álex de la Iglesia come un'immersione nell'universo lovecraftiano e ha anche notato un riferimento implicito a Nyarlathotep nel finale di stagione. Romero ha elogiato la performance agghiacciante di Cosimo Fusco e le interpretazioni di Eduard Fernández e Manolo Solo in ruoli da antagonisti, accogliendo anche la natura referenziale del lavoro di Álex de la Iglesia (ispirato da Antonio Mercero, Ridley Scott e John Carpenter). Tra gli aspetti negativi da migliorare Romero ha citato la «CGI particolarmente disastrosa» presente negli ultimi episodi e le trame sconnesse.

## Riconoscimenti
- Festival Internazionale del Cinema di Almería
  - 2021: Miglior serie drammatica
  - 2021: Miglior showrunner in una serie drammatica ad Álex de la Iglesia e Carolina Bang
  - 2021: Miglior attore in una serie drammatica a Eduard Fernández

- Fotogrammi d'argento
  - 2021: Miglior attore televisivo a Eduard Fernández[19]

- Premio Feroz
  - 2021: Candidatura come miglior serie drammatica del momento[20][21][22]
  - 2021: Miglior interpretazione maschile nella serie a Eduard Fernández [20][21][22]
  - 2021: Candidatura come miglior interpretazione femminile nella serie a Megan Montaner[20][21][22]
  - 2021: Candidatura come miglior attore non protagonista in una serie a Manolo Solo[20][21][22]
  - 2021: Candidatura come miglior attrice non protagonista in una serie a Macarena Gómez[20][21][22]
  - 2021: Candidatura come miglior attrice non protagonista in una serie a Carmen Machi[20][21][22]

- Premios MiM Series
  - 2022: Miglior serie drammatica[23]
  - 2022: Candidatura come miglior regia ad Álex de la Iglesia[23]

- Premi dell'Unione degli attori
  - 2022: Candidatura come miglior attore televisivo in un ruolo minore a Secun de la Rosa[24]